# フォン・マンゴルト関数
フォン・マンゴルト関数（フォン・マンゴルトかんすう、英: von Mangoldt function）は数論における関数である。ドイツの数学者ハンス・フォン・マンゴルトに因んで名付けられた。これは、乗法的でも加法的でもない重要な算術関数の例である。

## 定義
Λ（n）で表されるフォン・マンゴルト関数は、次のように定義される。
{\displaystyle \Lambda (n)={\begin{cases}\log p&{\text{if }}n=p^{k}{\text{ for some prime }}p{\text{ and integer }}k\geq 1,\\0&{\text{otherwise.}}\end{cases}}}
最初の9個の正の整数（つまり自然数）のΛ（n）の値は次のとおりであり、オンライン整数列大辞典の数列 A014963に関連する。
{\displaystyle 0,\log 2,\log 3,\log 2,\log 5,0,\log 7,\log 2,\log 3,}
チェビシェフ関数としても知られている総和フォン・マンゴルト関数 ψ(x) は、次のように定義される。
{\displaystyle \psi (x)=\sum _{n\leq x}\Lambda (n)}
フォン・マンゴルト関数により、リーマンゼータ関数の非自明な零点上の合計を含む ψ(x) の明示的な式について、厳密な証明を与えることができた。これは素数定理の最初の証明の重要な部分であった。

## 性質
フォン・マンゴルト関数は、以下の恒等式を満たす。
{\displaystyle \log(n)=\sum _{d\mid n}\Lambda (d)}
和は n のすべての約数 d を渡る。この恒等式は、素数の累乗ではない項が0に等しいことから、算術の基本定理によって証明される。たとえば、n = 12 = 22 × 3の場合を考える。すると
{\displaystyle {\begin{aligned}\sum _{d\mid 12}\Lambda (d)&=\Lambda (1)+\Lambda (2)+\Lambda (3)+\Lambda (4)+\Lambda (6)+\Lambda (12)\\&=\Lambda (1)+\Lambda (2)+\Lambda (3)+\Lambda \left(2^{2}\right)+\Lambda (2\times 3)+\Lambda \left(2^{2}\times 3\right)\\&=0+\log(2)+\log(3)+\log(2)+0+0\\&=\log(2\times 3\times 2)\\&=\log(12).\end{aligned}}}
メビウスの反転公式により、以下の式が得られる。
{\displaystyle \Lambda (n)=-\sum _{d\mid n}\mu (d)\log(d)}

## ディリクレ級数
フォン・マンゴルト関数は、ディリクレ級数の理論、特にリーマンゼータ関数において重要な役割を果たす。たとえば、以下の式が成り立つ。
{\displaystyle \log \zeta (s)=\sum _{n=2}^{\infty }{\frac {\Lambda (n)}{\log(n)}}\,{\frac {1}{n^{s}}},\qquad {\text{Re}}(s)>1}
この対数微分は以下のようになる。
{\displaystyle {\frac {\zeta ^{\prime }(s)}{\zeta (s)}}=-\sum _{n=1}^{\infty }{\frac {\Lambda (n)}{n^{s}}}}
これらは、ディリクレ級数に関するより一般的な関係の特別な場合である。完全乗法的関数 f(n) に対して
{\displaystyle F(s)=\sum _{n=1}^{\infty }{\frac {f(n)}{n^{s}}}}
であり、級数が Re(s) > σ0 で収束するならば、
{\displaystyle {\frac {F^{\prime }(s)}{F(s)}}=-\sum _{n=1}^{\infty }{\frac {f(n)\Lambda (n)}{n^{s}}}}
は Re(s) > σ0 で収束する。

## チェビシェフ関数
第二チェビシェフ関数 ψ(x) は、フォン・マンゴルト関数の総和的関数(sumamtory function)となる： 
{\displaystyle \psi (x)=\sum _{p^{k}\leq x}\log p=\sum _{n\leq x}\Lambda (n)}
チェビシェフ関数のメリン変換は、ペロンの公式を適用することで得られる：
{\displaystyle {\frac {\zeta ^{\prime }(s)}{\zeta (s)}}=-s\int _{1}^{\infty }{\frac {\psi (x)}{x^{s+1}}}\,dx}
これは Re（s）> 1 の場合に成り立つ。

## 指数級数

ハーディとリトルウッドは級数の極限 y → 0+ を調べた
{\displaystyle F(y)=\sum _{n=2}^{\infty }\left(\Lambda (n)-1\right)e^{-ny}}
彼らはリーマン予想を仮定すると以下の式が成り立つことを示した。
{\displaystyle F(y)=O\left({\frac {1}{\sqrt {y}}}\right)\quad {\text{and}}\quad F(y)=\Omega _{\pm }\left({\frac {1}{\sqrt {y}}}\right)}
特にこの関数は、発散を伴って振動する。つまり、0の近傍で以下の不等式を無限に何度も満たす値 K > 0 が存在する。
{\displaystyle F(y)<-{\frac {K}{\sqrt {y}}},\quad {\text{ and }}\quad F(z)>{\frac {K}{\sqrt {z}}}}
右図は、この挙動が最初は数値的に明らかではないことを示している。y < 10-5 のときは、級数を1億項以上合計しないと振動ははっきりと見られない。

## リース平均
フォン・マンゴルト関数のリース平均は、以下の式で与えられる。
{\displaystyle {\begin{aligned}\sum _{n\leq \lambda }\left(1-{\frac {n}{\lambda }}\right)^{\delta }\Lambda (n)&=-{\frac {1}{2\pi i}}\int _{c-i\infty }^{c+i\infty }{\frac {\Gamma (1+\delta )\Gamma (s)}{\Gamma (1+\delta +s)}}{\frac {\zeta ^{\prime }(s)}{\zeta (s)}}\lambda ^{s}ds\\&={\frac {\lambda }{1+\delta }}+\sum _{\rho }{\frac {\Gamma (1+\delta )\Gamma (\rho )}{\Gamma (1+\delta +\rho )}}+\sum _{n}c_{n}\lambda ^{-n}.\end{aligned}}}
ここで、 λ と δ はリース平均を特徴付ける数値である。なお、 c > 1 とする必要がある。ρ についての総和はリーマンゼータ関数の零点を渡る総和であり、
{\displaystyle \sum _{n}c_{n}\lambda ^{-n}\,}
は、λ > 1 について収束級数であることを示せる。

## リーマンゼータ関数の零点による近似

フォン・マンゴルト関数を近似するリーマンゼータ零点の総和による波

リーマンゼータ関数の零点を渡る総和の実部について考える。
{\displaystyle -\sum _{i=1}^{\infty }n^{\rho (i)}}
ここで ρ(i) は i 番目の零点である。素数にピークがあるが、隣のグラフでも確認でき、数値計算によっても検証できる。これは総和を取るとフォン・マンゴルト関数になるわけではない。

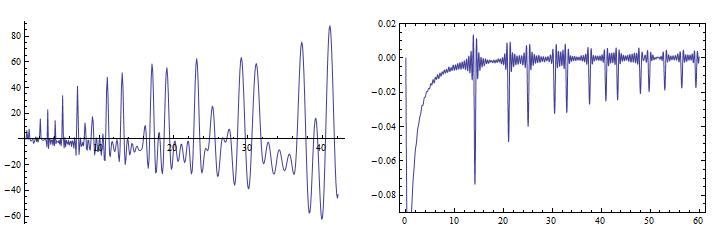
フォン・マンゴルト関数のフーリエ変換は、リーマンゼータの零点の虚数部のスペクトルを、対応する x 座標のスパイクとして与える（右）。一方、フォン・マンゴルト関数はリーマンゼータの零点の波で近似できる（左）。

フォン・マンゴルト関数のフーリエ変換は、リーマンゼータ関数の零点の虚数部に等しい座標にスパイクのあるスペクトルを与える。これは、二重性と呼ばれることがある。